# Limp Bizkit
A Limp Bizkit egy amerikai hiphop-, rap-, rock- és metál elemeket keverő együttes a floridai Jacksonvilleből. Az 1990-es évek végének és a 2000-es évek elejének egyik legnépszerűbb zenekara, több mint 31 millió lemezt adtak el világszerte. Jelenlegi tagjai: Fred Durst, Sam Rivers, John Otto, DJ Lethal és Wes Borland. Korábbi bandatagok: Mike Smith, Terry Balsamo, Rob Waters és DJ Skeletor. A Deftones és a KoЯn mellett őket tartják a nu metal stílus megteremtőinek. Magyarországon is többször fellépték: 2004. március 23-án a Papp László Sportarénában, 2009. július 2-án a VOLT fesztiválon, 2014. június 16-án az Aerodrome Festival keretein belül a Budapest Parkban, 2015. augusztus 16-án a Sziget Fesztiválon és 2018. június 29-én ismét a VOLT fesztiválon. 2019-ben Debrecenben a Campus fesztiválon zenéltek utoljára Magyarországon.

## Története

### A kezdetek
A kamasz Fred Durst sokáig kirekesztettnek érezte magát, mivel egyszerre két különböző stílust is magáénak vallott. Szerette a breaktáncot és azt a zenét, amit Michael Jackson és Erik B & Rakim játszott, és amit mások egyszerűen „fekete”-zenének tekintettek. Viszont a gördeszkás stílus mellett a metálzenét is kedvelte. Ez jelentős hatással volt az együttes későbbi munkáira, amely az egyik oka volt gyors felemelkedésüknek.
Fred később Jacksonville-be költözött, ahol találkozott Sam Riversszel, aki akkor még egy gyorsétterem alkalmazottja volt. Sam azt ajánlotta Frednek, hogy vegyék be unokafivérét, John Ottót is. John jazzdobos volt, a felkérést rövid gondolkodás után elfogadta. Hárman alkották az alapfelállást: Fred volt az énekes, Sam a basszusgitáros és John a dobos. Durst próbálkozott a szólógitárosi szereppel is, de nem ment neki jól, így hamar világossá vált, hogy kell még egy ember, így meggyőzték Rob Waterst, hogy álljon be gitárosnak. Lényegében ezzel született meg 1994-ben a Limp Bizkit (ekkor még Limp Biscuit).
Waters nem volt sokáig a zenekarral, bár még vele vették fel az első hanganyagot, a négyszámos Mental Aquaductsot, de utána otthagyta őket. Később néhány interjúban sokat dicsérte a bandatagokat. John javasolta, hogy vegyék be Wes Borlandot, akit még a középiskolából ismert. Azt állította róla, hogy kiváló képzőművész, de a húrokat is jól tépi. Ez utóbbiról Fred is meggyőzödött, mikor látta őt egy klubban fellépni, így nem volt kifogása az ötlet ellen. Samnek ugyan eleinte nem tetszett a dolog, mivel Borlanddal a múltban voltak némi nézetkülönbségei, de tisztában volt vele, hogy Wesre mindenképp szükség van, így végül bevették a már akkor is kicsit különcnek számító srácot.

### Kapcsolatuk a Kornnal
A zenekar megkezdte a fellépési sorozatát, és sok más együttessel is találkoztak, de a Kornnal való megismerkedésük különösen jövedelmezőnek bizonyult. Történt ugyanis, hogy az énekesük, Jonathan Davis és gitárosuk, Brian „Head” Welch betértek Fred tetoválószalonjába. Durst a zene mellett tetoválóművész is volt, így lehetősége nyílt egy kazetta átadására. Ez hamarosan Jonathan Davistől Ross Robinson producer kezeibe került, akit meggyőzött a demófelvétel, így az együttes megkapta első lemezszerződését a Flip nevű kiadótól. Erre az időre tehető a hiphopzenét játszó House of Painnel való megismerkedésük is, ugyanis a Limp Bizkit volt az együttes előzenekara az egyik floridai koncertturnén. Az egyik tagjuk, DJ Lethal látta őket játszani, és stílusuk annyira megtetszett neki, hogy felmondott az akkoriban már befutott House of Painnek, és csatlakozott Durstékhez.

### Újjáalakulás
Az együttes 2009. május 20-án tartotta újjáalakulásának első koncertjét. Körülbelül 15 000 ember előtt léptek színpadra Rigában, a Riga Arenában Unicorns N Rainbows című reunion-turnéjuk kezdéseként. Ezen a koncerten nyolc év után először lépett együtt színpadra a zenekar az eredeti felállásban (Durst, Borland, Rivers, Otto and DJ Lethal). A turné során a soproni VOLT Fesztivált is meglátogatták.
2009 nyarán a csapat bejelentette, hogy nekilát új lemezének stúdiómunkálataihoz, amiről Fred Durst a következőket nyilatkozta: "Összegyűjtöttük a demófelvételeket, és máris a stúdió felé vesszük az irányt, hogy felvegyük a lemez dalait. Nagyon jó érzésem van a közös munka és az elkészítendő anyaggal kapcsolatban, sokkal jobb, mint bármelyik korábbi lemezt megelőzően. Ez nem a felvizezett Limp Bizkit lesz, hanem egy robbanásra kész, addiktív, ütős Limp Bizkit. Sokak szerint csak a pénzért kezdtünk újra zenélni, de ez nem igaz: ez nem a divatos újjáalakulás, csupán visszatértünk, hogy ismét felülhessünk a csúcsra!"

#### Napjainkban
2012-ben egy kis időre Fred Durst kirúgta DJ Lethalt a zenekarból, drogproblémáira hivatkozva. Helyét DJ Skeletor vette át. Lethal viszont nemsokára ismét bandatag lett, miután beismerte, hogy problémái vannak, és bocsánatot kért a zenekartól.
2013-ban Lethal ismét kikerült a zenekarból, így nélküle indultak turnézni az új albumuk, a Stampede Of The Disco Elephants népszerűsítése céljából, melyről az első kislemezdalt 2013. március 28-án jelentették meg Ready To Go címmel, melyen Lil Wayne vendégeskedett.

## Tagok
- Rob Waters – gitár (1994-1995)
- Terry Balsamo – gitár (1995)
- Mike Smith – gitár (2002-2004)
- Brian Welch – gitár, csak koncerten (2003)
- Sammy Siegler – dob, csak a The Unquestionable Truth (Part 1)-on (2005)
- DJ Skeletor – billentyűk, sample-k, programozás, háttérvokál (2012, 2013-2018)
- Samuel G Mpungu – basszusgitár (2015-2017, 2018-2019)
- Tsuzumi Okai – basszusgitár (2018)
- Brandon Pertzborn – dob (2021)
- DJ Lethal – lemezlejátszó, billentyű, sample-k, programozás, hangzásjavítás (1996-2012, 2012-2013, 2018 – napjainkig)
- John Otto – dob (1994-2005, 2005-2021, 2021 – napjainkig)
- Sam Rivers – basszusgitár (1994-2015, 2019 – napjainkig)
- Wes Borland – gitár (1995-1997, 1997-2001, 2004 – napjainkig)
- Fred Durst – rap, ének, szöveg (1994 – napjainkig)

## Diszkográfia

### Stúdióalbumok
1. Three Dollar Bill, Yall$ (1997)
2. Significant Other (1999)
3. Chocolate Starfish and the Hot Dog Flavored Water (2000)
4. Results May Vary (2003)
5. The Unquestionable Truth (Part 1) (2005)
6. Gold Cobra (2011)
7. Still Sucks (2021)

### Remixalbumok
1. New Old Songs (2001)

### Válogatásalbumok
1. Greatest Hitz (2005)
2. Collected (2008)
3. Icon (2011)

### Koncertalbumok
1. Rock im Park 2001 (2008)